# Daniela Hunger
Daniela Hunger (Berlim, 20 de março de 1972) é uma nadadora alemã, que obteve três medalhas olímpicas em Seul 1988, sendo duas de ouro.
Em Barcelona 1992, Hunger obteve novamente três medalhas, uma de prata e duas de bronze.
Em 1998, vários ex-nadadores da Alemanha Oriental foram a público com acusações contra os seus treinadores e médicos, de que foram sistematicamente dopados. Daniela Hunger foi um deles.